# شيرلي غري
شيرلي غري (بالإنجليزية: Shirley Grey)‏ هي ممثلة أمريكية، ولدت في 11 أبريل 1902 في الولايات المتحدة، وتوفيت بنفس المكان في 12 أغسطس 1981.

## وصلات خارجية
- شيرلي غري على موقع IMDb (الإنجليزية)
- شيرلي غري على موقع قاعدة بيانات الفيلم (الإنجليزية)